# Вікіпедія мовою черокі
Вікіпедія мовою черокі (черокі ᏫᎩᏇᏗᏯ) — розділ Вікіпедії мовою черокі. Створена у 2004 році. Вікіпедія мовою черокі станом на 26 березня 2025 року містить 1026 статей, 28 303 зареєстрованих користувачів, 22 активних дописувачів, 1 адміністратора
. Загальна кількість сторінок у Вікіпедії мовою черокі — 4071, редагувань — 50 602, мультимедійні файли відсутні
. Глибина (рівень розвитку мовного розділу) Вікіпедії мовою черокі велика і становить 109.5 пунктів
. 

## Історія
- Вересень 2006 — створена 100-та стаття[3].
- Січень 2016 — створена 500-та стаття[4].